# Ludmiła Skawronska
Ludmiła Skawronska, ros. Людмила Скавронская (ur. 23 marca 1980) – rosyjska tenisistka.
Tenisistka odnosząca sukcesy głównie w turniejach ITF. W 1997 roku odnotowała swoje pierwsze zwycięstwo w grze podwójnej (jak się później okazało, jedyne) we włoskim Nino Palumbo, gdzie w parze z Limor Gabai z Izraela pokonały w finale Carminę Giraldo i Paulę Racedo. W 1998 roku pojawiła się na kortach tylko jeden raz, biorąc udział, dzięki dzikiej karcie, w kwalifikacjach do turnieju WTA w San Diego. W pierwszej rundzie tych kwalifikacji trafiła na Amerykankę Sandrę Cacic i po trzysetowym meczu przegrała, co było równoznaczne z zakończeniem udziału w turnieju. Pierwszy sukces w grze pojedynczej przyszedł w 2000 roku na turnieju ITF w San Antonio, na którym najpierw przebiła się przez kwalifikacje, a potem wygrała z Joanne Moore w finale turnieju głównego.
W czerwcu 2002 roku wygrała kwalifikacje do turnieju WTA w Taszkencie i po raz pierwszy zagrała w fazie głównej. Dotarła w niej do ćwierćfinału, pokonując w dwóch pierwszych rundach Milagros Sequerę i Renatę Voráčovą. Rok później na tym samym turnieju powtórzyła swoje osiągnięcie sprzed roku i ponownie osiągnęła ćwierćfinał imprezy, pokonując tym razem Antonellę Serra Zanetti i Angelique Widjaja. W 2004 roku po raz pierwszy w karierze wzięła udział w kwalifikacjach do turniejów wielkoszlemowych, ale w żadnym z nich nie udało jej się zagrać w turnieju głównym. Sztuka ta udała się w 2006 roku w US Open, gdzie tenisistka wygrała kwalifikacje, pokonując w nich takie zawodniczki jak: Carly Gullickson, Kristina Brandi i Junri Namigata i zagrała w turnieju głównym, w którym przegrała jednak z Jekatieriną Byczkową już w pierwszej rundzie. Było to jednak jej największe osiągnięcie w historii kontaktów z Wielkim Szlemem.
W sumie w karierze tenisistka wygrała cztery turnieje w grze pojedynczej i jeden w grze podwójnej rangi ITF i była sklasyfikowana na 124 miejscu w światowym rankingu WTA.

## Wygrane turnieje singlowe
|    | Data       | Turniej       | Kat. | ($)    | Naw.   | Finalistka                 | Wynik         |
| 1. | 04/06/2000 | San Antonio   | ITF  | 10 000 | twarda | Joanne Moore               | 6:2, 4:6, 6:4 |
| 2. | 27/06/2004 | Fontanafredda | ITF  | 25 000 | ziemna | Conchita Martínez Granados | 6:1, 6:3      |
| 3. | 04/07/2004 | Los Gatos     | ITF  | 50 000 | twarda | Maureen Drake              | 7:6, 6:4      |
| 4. | 11/09/2005 | Denain        | ITF  | 75 000 | ziemna | Arantxa Parra Santonja     | 7:6, 6:0      |